# NGC 1427A
NGC 1427A är en oregelbunden galax i stjärnbilden Eridanus. Galaxen ligger ungefär 52 miljoner ljusår bort. Den är den ljusstarkaste dvärggalaxen i Fornaxhopen och ligger i dess förgrund, framför hopens centrala galax NGC 1399.